# 里茲蘭城堡
里茲蘭城堡（英語：Rhuddlan Castle）是位於英國威爾斯登比郡里茲蘭的城堡。這座城堡修建於1277年，當時正值愛德華一世統治時的第一次威爾斯戰爭時期。1646年後，城堡被部分拆除以避免再次用於軍事。現在里茲蘭城堡由威爾斯遺產機構管理。

## 外部連結
- Castle Wales on Rhuddlan castle with photos （页面存档备份，存于）
- Rhyl website on Rhuddlan castle
- Castle UK info on Rhuddlan castle
- www.geograph.co.uk : photos of Rhuddlan Castle （页面存档备份，存于）